# Greta Berthels
Greta Berthels, Hildur Margareta Berthels, född Andersson 19 oktober 1892 i Göteborg, död 1 februari 1971 i Söderåkra, Torsås kommun, Kalmar län, var en svensk skådespelare och manusförfattare.

## Biografi
Berthels spelade rollen som Eulalia i den första filmen om Åsa-Nisse 1949. Hon var sedan 1917 gift med skådespelaren och filmregissören Theodor Berthels. De är begravda på Norra begravningsplatsen utanför Stockholm.

## Filmografi
- 1927 – Arnljot
- 1935 – Valborgsmässoafton
- 1940 – Den blomstertid ...
- 1941 – Uppåt igen
- 1942 – Vårt frihetsarv och framtidsvärv
- 1943 – Katrina
- 1943 – Kungsgatan
- 1944 – Släkten är bäst
- 1944 – Dolly tar chansen
- 1945 – Svarta rosor
- 1946 – Åsa-Hanna
- 1946 – Det glada kalaset
- 1946 – Iris och löjtnantshjärta
- 1947 – Dynamit
- 1947 – Tösen från Stormyrtorpet
- 1948 – Flickan från fjällbyn
- 1949 – Åsa-Nisse
- 1949 – Lång-Lasse i Delsbo
- 1953 – Ingen mans kvinna
- 1955 – Vildfåglar
- 1959 – Brott i Paradiset

### Filmmanus
- 1926 – Min fru har en fästman
- 1927 – Arnljot
- 1930 – Norrlänningar
- 1931 – Hans Majestät får vänta

## Teater

### Roller
| År   | Roll           | Produktion                                                 | Regi           | Teater                  |
| ---- | -------------- | ---------------------------------------------------------- | -------------- | ----------------------- |
| 1920 |                | Barken Margareta Christian Bogø och J. Ravn-Jensen         |                | Folkteatern, Stockholm  |
| 1921 |                | Hönsgården Manne Göthson                                   |                | Folkteatern, Stockholm  |
| 1921 |                | Hemslavinnor Christian Bogø och Axel Frische               | Hjalmar Peters | Folkteatern, Stockholm  |
| 1922 |                | Hemslavinnor Christian Bogø och Axel Frische               | Hjalmar Peters | Folkteatern, Stockholm  |
| 1923 |                | Hemslavinnor Christian Bogø och Axel Frische               | Hjalmar Peters | Folkteatern, Stockholm  |
| 1923 |                | Sömngångerskan Mark Swan                                   | Hjalmar Peters | Folkteatern, Stockholm  |
| 1923 |                | Frun av stånd och frun i ståndet Frans Hedberg             |                | Folkteatern, Stockholm  |
| 1923 | Musse Langsted | Svärmor i klämma Alfred Aatoft                             | Hjalmar Peters | Folkteatern, Stockholm  |
| 1923 | Elinor Frigren | Jazzflugan Sven Rune                                       | Hjalmar Peters | Folkteatern, Stockholm  |
| 1924 | Tilly Bendler  | En gång om året Arthur Rebner                              | Carl Barcklind | Folkteatern, Stockholm  |
| 1924 | Dagny          | Högsta vinsten Hjalmar Peters                              | Hjalmar Peters | Folkteatern, Stockholm  |
| 1928 | Stina          | Hennes lilla majestät Karl Gerhard                         |                | Hagateatern, Stockholm  |
| 1938 | Lisa           | Värmlänningarna Fredrik August Dahlgren och Andreas Randel | Ernst Eklund   | Skansens friluftsteater |

## Radioteater

### Roller
| År   | Roll                         | Produktion                                             | Regi               |
| ---- | ---------------------------- | ------------------------------------------------------ | ------------------ |
| 1942 | Mamman                       | Herr Dillman får besök Bigi Wennberg och Gösta Rybrant | Carl-Otto Sandgren |
| 1950 | Idas syster                  | En blomma till Ida Hans Hergin                         | Lars Madsén        |
| 1952 | Fru Pettersson, hushållerska | Hillmans semester: Liten tuva... Folke Mellvig         | Lars Madsén        |